# I11-Wagen
Als I11-Wagen werden Reisezugwagen der NMBS/SNCB bezeichnet, die zwischen 1996 und 1997 von Bombardier ausgeliefert wurden und für eine Geschwindigkeit von 200 km/h geeignet sind.

## Geschichte
Die Fertigung der I11-Wagen begann im Jahr 1995 und war 1997 abgeschlossen. Die Tests erfolgten auf dem Eisenbahnversuchsring Velim. Haupteinsatzgebiet der Wagen ist die IC-Linie A von Ostende über Brüssel nach Eupen. Die Umstellung dieser Linie auf I11-Wagen erfolgte im Juli 1996. Der Einsatz von Wendezügen mit den Steuerwagen des Typs I11 begann im Februar 1998. Zwischenzeitlich wurden die Wagen auch in den beiden Belgien erreichenden EuroCity-Zügen Iris und Vauban eingesetzt. Aber auch Köln war Ziel dieser Wagen.

## Technik
Es gibt drei unterschiedliche Varianten der I11-Wagen: I11 A bezeichnet die Wagen erster Klasse, I11 B die Wagen zweiter Klasse und I11 BDx die Steuerwagen. Sowohl vom Exterieur als auch vom Interieur ähneln die Wagen den Triebzügen der Reihe AM 96, an deren Entwicklung Bombardier ebenfalls beteiligt war. Front und Führerstand der Steuerwagen wurden von der Reihe 13 übernommen. Mit den Lokomotiven dieses Typs oder der Reihe 18 können auch Wendezüge gebildet werden.
Die I11-Wagen waren die ersten Wagen der NMBS/SNCB, die eine Geschwindigkeit von 200 km/h erreichen konnten. Diese Geschwindigkeit wird planmäßig auf der Schnellfahrstrecke HSL 2 zwischen Brüssel und Lüttich ausgefahren. Bei 200 km/h liegt der Geräuschpegel bei 65 dB.
Gegenüber den zuvor eingesetzten Wagen in Belgien wurden die I11-Wagen in zahlreichen Punkten weiterentwickelt: Eine Klimaanlage und behindertengerechte, geschlossene Chemietoiletten sind vorhanden, an den Wagenenden im Innenraum sowie an der Außenseite der Wagen sind elektronische Fahrgastinformationssysteme installiert, die Wagenbeleuchtung im Innenraum ist indirekt und es gibt ein Rollstuhlabteil. Anordnung und Komfortniveau der Sitze sind an den Hochgeschwindigkeitsverkehr angelehnt.
Siemens erhielt im Dezember 2021 den Auftrag, die 21 I11-Steuerwagen mit ETCS auszurüsten (ETCS Level 2 nach Baseline 3 M2).

I11-Wagen
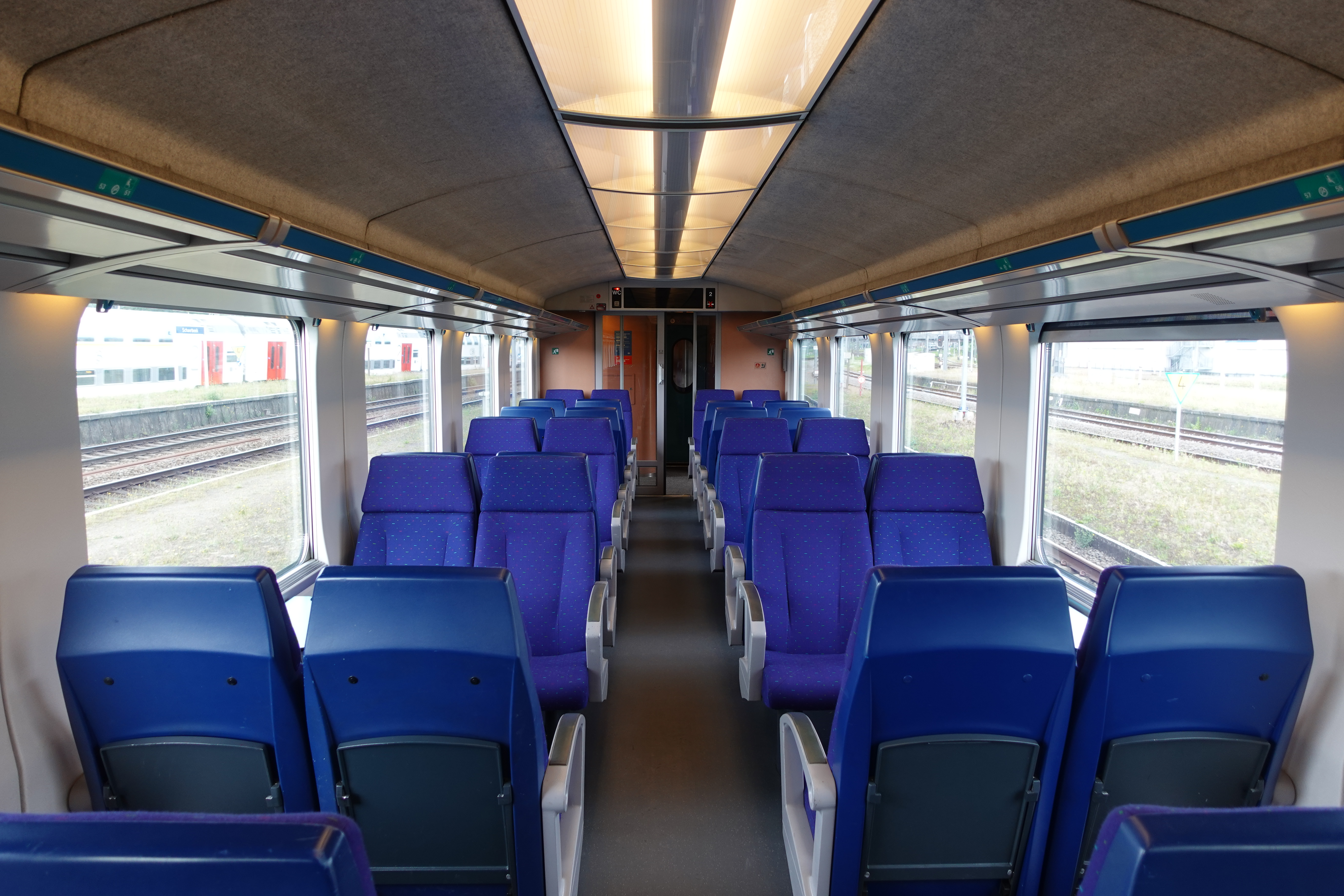
Innenansicht der 2. Klasse
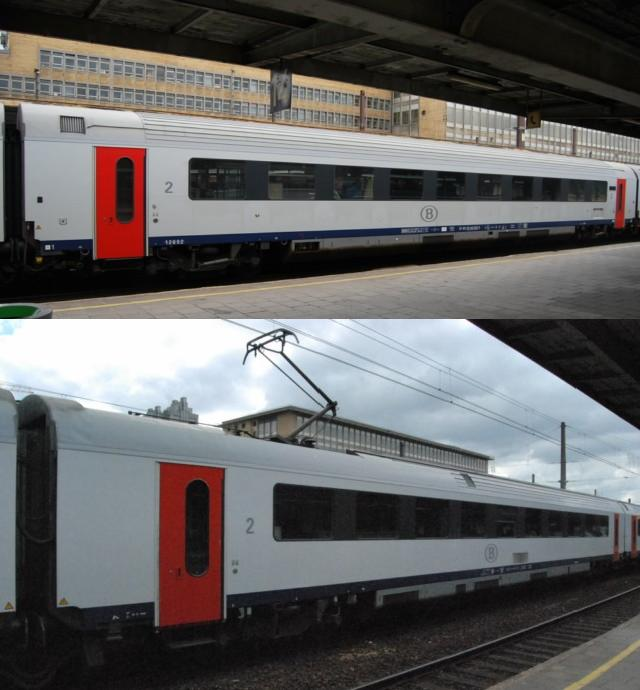
Vergleich eines I11-Wagens (oben) mit einem Triebzug der Reihe AM 96
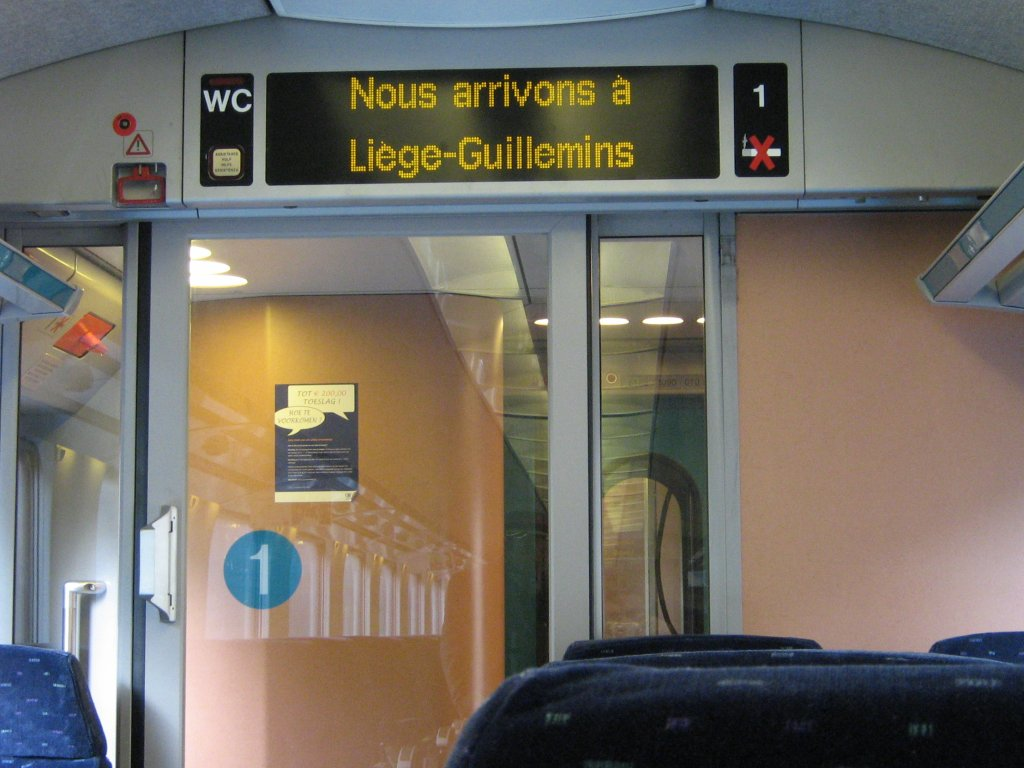
Fahrgastinformationssystem am Wagenende
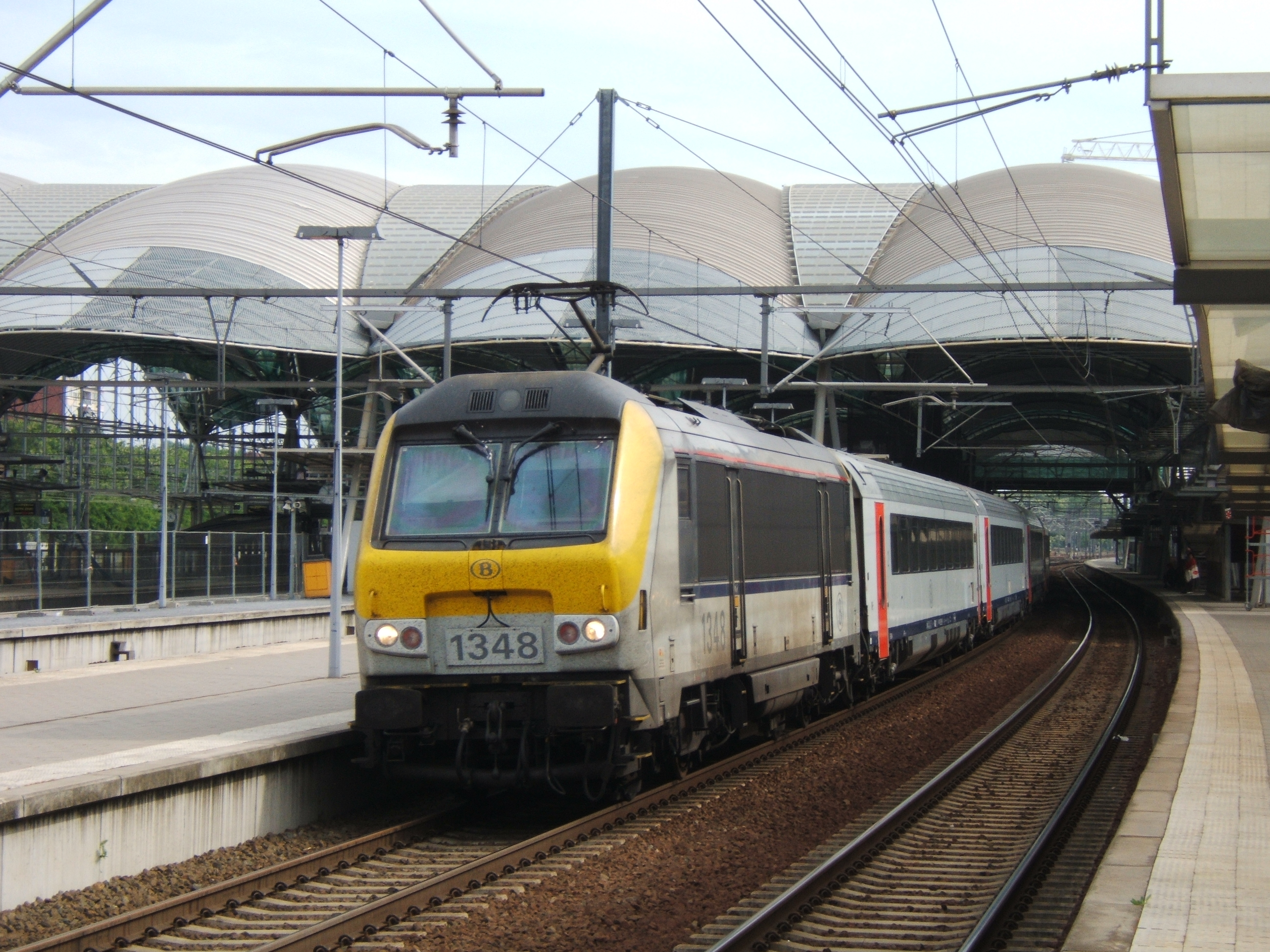
Reihe 13 mit I11-Wagen in Löwen
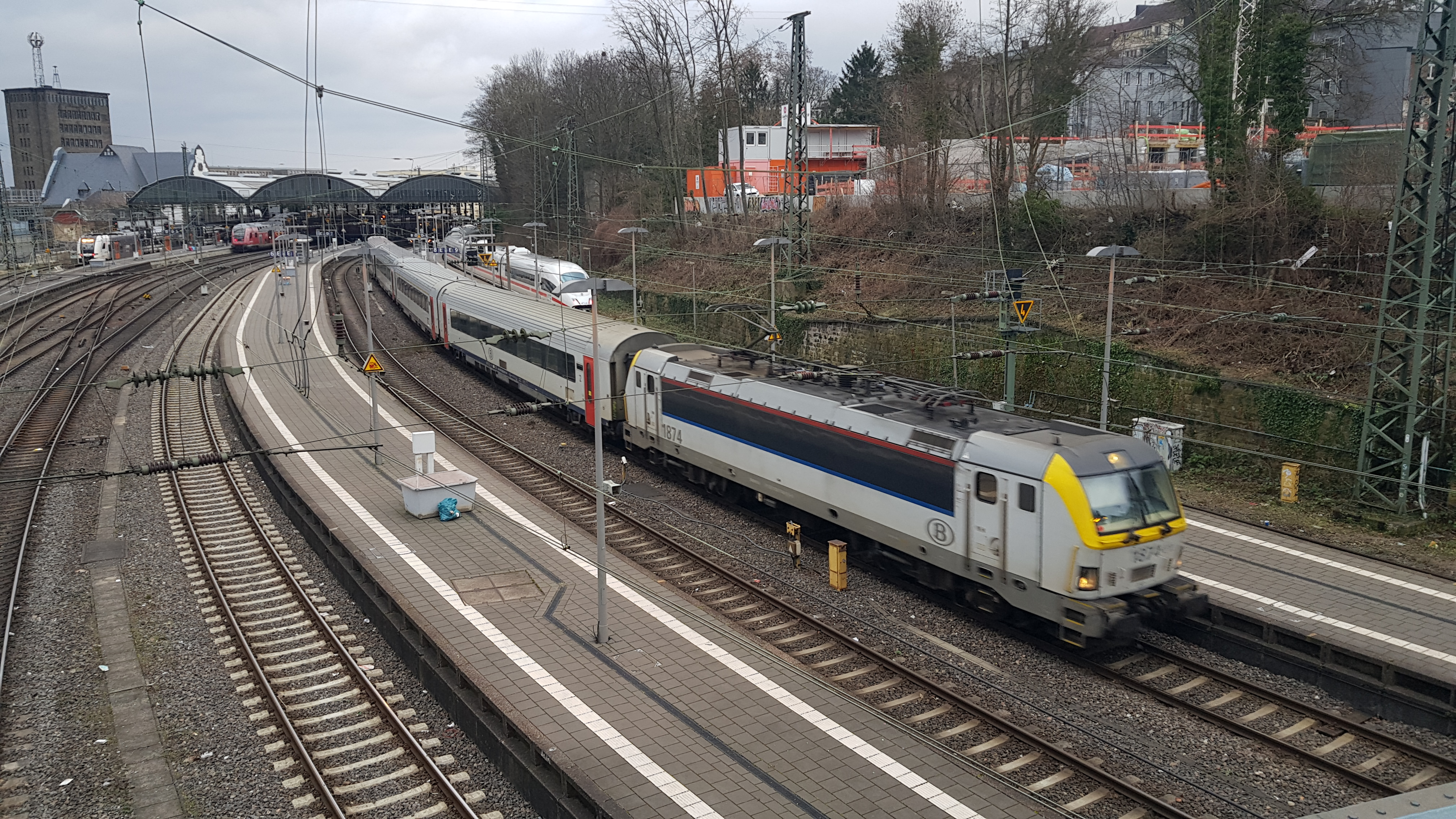
S41 der S-Bahn Lüttich mit I11-Wagen im Aachener Hauptbahnhof